# Flexanthera
Flexanthera es un género de plantas con flores perteneciente a la familia de las rubiáceas. Incluye una sola especie conocida: Flexanthera subcordata Rusby (1927).
Es endémica de Colombia.